# Staringia (geslacht)
Staringia is een geslacht van uitgestorven kreeftachtigen uit de klasse van de Ostracoda (mosselkreeftjes).

## Soorten
- Staringia convexa (Veen, 1932) Howe & Laurencich, 1958 †
- Staringia elliptica Ye (Chun-Hui), 1987 †
- Staringia falcoburgensis (Veen, 1932) Howe & Laurencich, 1958 †
- Staringia levis Huang & Zheng in Huang, 1975 †
- Staringia limburgensis (Veen, 1932) Howe & Laurencich, 1958 †
- Staringia longa (Veen, 1932) Howe & Laurencich, 1958 †
- Staringia maryoensis Ye (Chun-Hui), 1987 †
- Staringia semiornata Malz in Malz & Jellinek, 1989 †
- Staringia subtriangularis Ye (Chun-Hui), 1987 †